# حمولة إجمالية مسجلة

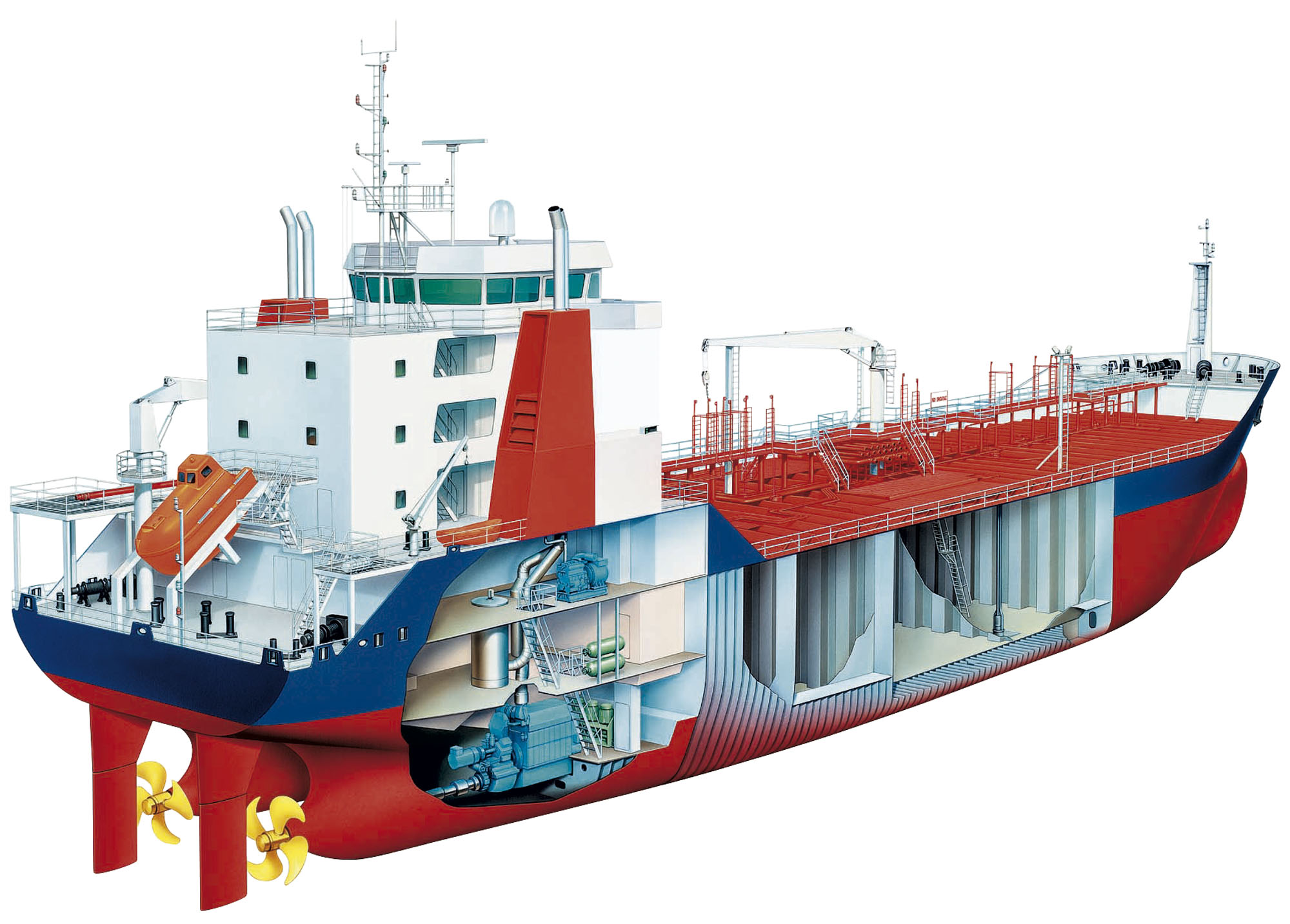

حمولة إجمالية مسجلة ( GRT ، grt ، grt ، gt ) أو إجمالي الحمولة المسجلة، هو إجمالي حجم السفينة الداخلي معبراً عنه "بالأطنان المسجلة"، يساوي كل منها 100 قدم مكعب (2.83 م3). تستخدم الحمولة الإجمالية لحساب إجمالي السعة المغلقة بشكل دائم للسفينة كأساس للحجم. عادةً ما يستخدم هذا في رسوم المرسى، ورسوم عبور القناة وأغراض مماثلة حيث يكون من المناسب فرض رسوم على حجم السفينة بأكملها. 
الحمولة الصافية المسجلة تطرح حجم المساحات غير المتاحة لنقل البضائع، مثل غرف المحركات وخزانات الوقود ومساحات الطاقم، من إجمالي الحمولة المسجلة. 
الحمولة الإجمالية المسجلة ليست مقياسًا لوزن السفينة أو إزاحتها ويجب عدم الخلط بينها وبين مصطلحات مثل الحمولة الساكنة أو النزوح. 

## التاريخ
تم تحديد إجمالي الحمولة المسجلة من قبل لجنة مورسوم في عام 1854. تم استبدال الحمولات الإجمالية والصافية في السجل بالوزن الإجمالي والوزن الصافي، على التوالي، عندما اعتمدت المنظمة البحرية الدولية (IMO) الاتفاقية الدولية لقياس حمولة السفن في 23 يونيو 1969. دخلت لوائح الحمولات الجديدة حيز التنفيذ بالنسبة لجميع السفن الجديدة في 18 يوليو 1982، ولكن تم منح السفن الحالية فترة هجرة مدتها 12 عامًا لضمان منح السفن ضمانات اقتصادية معقولة، حيث يتم فرض رسوم على الموانئ والرسوم الأخرى وفقًا لوزن السفينة. 
منذ 18 يوليو 1994، كانت الحمولات الإجمالية والصافية، التي لا تحتوي على مؤشرات ذات أبعاد محسوبة من الحجم الكلي المقولب للسفينة ومساحات شحنتها بواسطة الصيغ الرياضية، هي التدابير الرسمية الوحيدة لوزن السفينة. ومع ذلك، لا يزال يتم استخدام كميات التسجيل الإجمالية والصافية على نطاق واسع في وصف السفن القديمة. 